# (3547) Serov
(3547) Serov est un astéroïde de la ceinture principale.

## Description
(3547) Serov est un astéroïde de la ceinture principale. Il fut découvert le 2 octobre 1978 à Naoutchnyï par Lioudmila Jouravliova. Il présente une orbite caractérisée par un demi-grand axe de 2,48 UA, une excentricité de 0,05 et une inclinaison de 3,9° par rapport à l'écliptique.

## Compléments